# Jazz As Played in an Exclusive Side Street Club
Pour les articles homonymes, voir Little Girl Blue et Little Girl Blue (film).
Albums de Nina Simone
/ Nina Simone and Her Friends
(1959)
Jazz As Played in an Exclusive Side Street Club, également sorti sous le titre Little Girl Blue est le premier album de la chanteuse et pianiste de jazz Nina Simone. Il est sorti en février 1959 sur le label Bethlehem.
La pochette d'origine figure Nina Simone assise sur un banc à Central Park.

## Titres
Enregistré en décembre 1957 à New York, l'album regroupe de nombreux titres, des standards, que Nina Simone avait déjà interprétés en club avant ce premier enregistrement. Le dernier titre de cet album, Central Park Blues, non chanté, est le seul morceau entièrement composé par Nina Simone.
L'album s'ouvre par une composition de Duke Ellington, Mood Indigo qui se retrouvera également sur son cinquième album Let It All Out. Nina Simone reprend également I Loves You Porgy, un morceau composé à partir de l'opéra Porgy and Bess de George Gershwin. Le titre est également sorti en single et se classe au Billboard en 1959, regroupant He Needs Me et I Loves You Porgy, qui se vendra à plus d'un million d'exemplaires. On trouve également sur cet album Little Girl Blue qui se présente comme « un prélude classique de l'une des plus belles ballades pop écrites », et My Baby Just Cares for Me, qui deviendra l'un des standards les plus repris par Nina Simone tout au long de sa carrière. 
| No     | Titre                     | Compositeur                                   | Durée |
| ------ | ------------------------- | --------------------------------------------- | ----- |
| Face 1 |                           |                                               |       |
| 1.     | Mood Indigo               | Duke Ellington, Barney Bigard, Irving Mills   | 4:00  |
| 2.     | Don't Smoke in Bed        | Willard Robison                               | 3:09  |
| 3.     | He Needs Me               | Arthur Hamilton                               | 2:26  |
| 4.     | Little Girl Blue          | Richard Rodgers, Lorenz Hart                  | 4:12  |
| 5.     | Love Me or Leave Me       | Walter Donaldson, Gus Kahn                    | 3:18  |
| 6.     | My Baby Just Cares for Me | Donaldson, Kahn                               | 3:33  |
| Face 2 |                           |                                               |       |
| 7.     | Good Bait                 | Tadd Dameron                                  | 3:25  |
| 8.     | Plain Gold Ring           | Earl S. Burroughs                             | 3:50  |
| 9.     | You'll Never Walk Alone   | Richard Rodgers, Oscar Hammerstein II         | 3:58  |
| 10.    | I Loves You Porgy         | DuBose Heyward, George Gershwin, Ira Gershwin | 4:03  |
| 11.    | Central Park Blues        | Nina Simone                                   | 3:05  |

## Enregistrements
Les titres sont enregistrés en décembre 1957 à New York. L'album est référencé Bethlehem BCP 6028. Les annotations sont signées Joseph Muranyi (en).
| Musicien     | Instrument   |  | Équipe technique |             |
| ------------ | ------------ |  | ---------------- | ----------- |
| Nina Simone  | piano, chant |  |                  |             |
| Jimmy Bond   | contrebasse  |  | Rick Essig       | ingénieur   |
| Albert Heath | batterie     |  | Joe Muranyi      | liner notes |